# Rodrigo Perea
Rodrigo Perea (Quinindé, Ecuador; 8 de abril de 1990) es un futbolista ecuatoriano. Juega de portero y su equipo actual es Guayaquil City de la Serie B de Ecuador.

## Clubes
| Club                  | País    | Año       |
| --------------------- | ------- | --------- |
| Caribe Junior         | Ecuador | 2005-2007 |
| El Nacional           | Ecuador | 2008-2009 |
| Star Club             | Ecuador | 2010      |
| El Nacional           | Ecuador | 2011      |
| Universidad Católica  | Ecuador | 2012-2016 |
| Delfín                | Ecuador | 2017      |
| Fuerza Amarilla       | Ecuador | 2018      |
| 9 de Octubre          | Ecuador | 2019      |
| América de Quito      | Ecuador | 2019-2020 |
| Técnico Universitario | Ecuador | 2021      |
| Mushuc Runa           | Ecuador | 2022      |
| Deportivo Quito       | Ecuador | 2023      |
| Cuniburo              | Ecuador | 2023      |
| Guayaquil City        | Ecuador | 2024-act. |